# Memória elástica
Memória elástica pode ser descrita como uma característica do universo em que a velocidade das galáxias que se afastam uma das outras diminui com o tempo devido à atração gravitacional entre essas próprias galáxias, gerando assim uma desaceleração da expansão, e um provável retorno ao ponto inicial.